# EXPerience Greatness
「EXPerience Greatness」（エクスペリエンス・グレートネス）は、GENERATIONS from EXILE TRIBEのシングルである。2019年9月25日にrhythm zoneから発売された。

## 概要
- 2019年第3弾シングルで、3ヶ月連続リリースの第3弾である[1]。「CD+DVD」と「CD」の2形態での発売。
- 今作はメンバー全員が通ったスクール「EXPG」に通っている生徒たちへのメッセージがこめられている[2]。また、MVにはEXPGの生徒が総勢約2,000人参加している[1]。

## メディアでの使用
- 「SNAKE PIT」は映画『HiGH&LOW THE WORST』の挿入歌。
- 「EXPerience Greatness」は洋服の青山「フレッシャーズ『サプライズ』篇」CMソング[3]。

## 収録曲

### CD
1. EXPerience Greatness [4:10]
作詞：Masaya Wada, VERBAL、作曲：KENTZ, FAST LANE, CHRIS HOPE
2. SNAKE PIT [3:50]
作詞：Amon Hayashi、作曲：Simon Janlov, Carlos Okabe
3. EXPerience Greatness (Instrumental)
4. SNAKE PIT (Instrumental)

### DVD
1. EXPerience Greatness (Music Video)